# 承達集團
承達集團有限公司，簡稱承達集團，前身為承達國際控股有限公司，簡稱承達國際控股，以及承達國際（英語：Sundart Holdings Limited，港交所：1568），在1986年由梁繼明和吳德坤創立，名為「承達工程有限公司」。
現時為宏基資本有限公司，以及北京江河幕墙股份有限公司聯營公司，主要在港澳提供專業及高檔的室內工程服務。
該公司曾在2009年8月21日於港交所上市，招股價為4.18港元，全球發行為1.44億股，集資額為6.01億港元。
在2012年5月，北京江河幕墙股份有限公司，以4.93億港元收購本公司股份，持股量85%。8月31日，被宏基資本取代上市。

## 連結
- Sundart.com